# Alpens
Alpens ist eine katalanische Gemeinde in der Comarca Osona der Provinz Barcelona am Rande der Pyrenäen.

## Lage
Die Gemeinde grenzt im Westen an Berguedà im Norden an Ripoll (Provinz Girona) und liegt rund 105 km von der katalanischen Hauptstadt Barcelona sowie 35 km von der Hauptstadt Vic der Comarca Osona entfernt. Das Gebiet der Gemeinde Alpens ist bergig, mit zahlreichen Buchen- und Pinienwäldern. Im Nordwesten grenzt der Ort an den Puigcornador (1228 Meter) und den Gebirgsstreifen Santa Margarida de Vinyoles (1208 Meter) an.

## Geschichte
Alpens ist eng verbunden mit der Geschichte des Castell de la Guàrdia de Ripoll. Der Name der Gemeinde wurde erstmals in einer historischen Schrift aus dem Jahre 1074 erwähnt, dem Jahr, in dem die Feudalherren von Castell de la Guàrdia die Rechte an den Abt Ramon de Savarrés übertrugen. Bis zu diesem Zeitpunkt unterlag dieses Gebiet der Gerichtsbarkeit von Ripoll.
Die ersten belegten Informationen über die Bevölkerung, die sogenannten Alpensins, sind Ende des 15. Jahrhunderts verzeichnet. Es wurden 15 Familien in Alpens erwähnt. 1638 bildeten bereits 64 Häuser den Kern des Bergdorfes. Bis zum Beginn des 17. Jahrhunderts wuchs der Ort weiter. Die Schweine-, Schaf- und Rinderzucht waren wichtige wirtschaftliche Aktivitäten. Neben dem Getreideexport wurden auch einige kleine Handwerksbetriebe gegründet. 1638 entstand eine Weberzunft, die confraria gremial de paraires i teixidors (Bruderschaft der Wollarbeiter- und Weberzunft), die nach Aufzeichnung der Kirche das Patronat für den Altar der Pfarrkirche übernahm.
Während der zweiten Hälfte des 20. Jahrhunderts wurde eine Fabrik in der Ortschaft errichtet. Sie stellte Baumwollgewebe her, im Jahr 1957 wurde sie geschlossen. In den frühen 1960er Jahren erholte sich die Textilindustrie und wurde zusammen mit der Lebensmittelindustrie (vor allem der Herstellung von Wurstwaren) und der Holzindustrie ein wesentlicher Bestandteil der heutigen Wirtschaft der kleinen Gemeinde.

## Einwohner
| Jahr      | 1900 | 1930 | 1950 | 1970 | 1981 | 1990 | 1998 | 2000 | 2002 | 2004 | 2006 | 2008 |
| --------- | ---- | ---- | ---- | ---- | ---- | ---- | ---- | ---- | ---- | ---- | ---- | ---- |
| Einwohner | 470  | 529  | 449  | 292  | 255  | 252  | 273  | 264  | 277  | 290  | 307  | 312  |

## Sehenswürdigkeiten
- Kirche Sant Pere de Serrallonga, im romanischen Stil aus dem 10. Jahrhundert